# Tammy Jackson
Tammy Eloise Jackson (nacida el 3 de diciembre de 1962 en Gainesville, Florida) es una exjugadora de baloncesto estadounidense. Consiguió 2 medallas con  Estados Unidos en mundiales y Juegos Olímpicos. 